# L'Impunissable
L'Impunissable (The Ungroundable en VO) est le quatorzième et dernier épisode de la saison 12 de la série South Park.
Le titre en version originale est un jeu de mots signifiant « celui qu'on ne peut punir », to ground signifiant priver de sortie. Les principaux personnages sont Butters et les gothiques.

## Synopsis
La mode « vampire » se propage à South Park, au grand dam des quatre gothiques et de Butters.  Les premiers sont atterrés qu'on les confonde avec ces nouveaux venus, tandis que ce dernier les prend pour de véritables vampires. Toutefois, Butters change d'avis après une énième réprimande insensée de son père, et décide de devenir lui-même un vampire. Ces derniers, qui ne réalisent pas sa méprise, l'intronisent au cours d'une cérémonie qui consiste à lui faire boire du jus de tomate et lui acheter les vêtements adéquats au magasin Hot Topic. De retour à la maison avec les cheveux teints en noir, Butters résiste à ses parents et fanfaronne qu'il est devenu « impunissable ».
La principale de l'école finit elle aussi par s'inquiéter de la mode vampire et passe un savon bienveillant... aux gothiques. C'est la goutte qui fait déborder le vase pour les quatre anti-conformistes professionnels : ils abandonnent leur style aux nouveaux-venus et mettent des vêtements ordinaires. Mais confrontés à nouveau aux moqueries sur leur physique, ils changent d'avis et repassent au noir. Pour se débarrasser des vampires, ils vont jusqu'à enlever celui qu'ils considèrent comme le meneur et l'expédier par messagerie en Arizona, sans aucun effet.
Butters commence à dépérir car il croit ne plus pouvoir consommer que du sang, et il en déteste le goût — en fait, celui du jus de tomate. Il s'associe alors aux gothiques, qu'il entend se demander quelle est la source de l'infection. Il les mène au centre commercial et leur montre le magasin, qu'ils incendient aussitôt nonchalamment sous les yeux du vendeur. De retour à la maison, Butters n'est plus un vampire pour sa plus grande joie (mais ses parents peuvent à nouveau le punir). Les gothiques quant à eux, dissocient les gothiques des vampires devant toute l'école. Applaudis par les élèves, leur chef tient quand même à clarifier qu'il « les emmerde ».